# 鐵道動力技術公司
鐵道動力技術公司（英文：Railpower Technologies）是柯爾曼鐵路集團（RJ Corman Railroad Group）的子公司，由 Frank Donnelly 和 Gerard Koldyk 创立，生产环保型混合动力鐵路調車機車。加拿大太平洋铁路、 BNSF 铁路、堪萨斯城南方铁路和联合太平洋铁路等公司已購入其產品。

### 獨立營運時期
鐵道動力公司于 2001 年在不列颠哥伦比亚省温哥华成立，將公路車輛的動力系統運用在鐵道調車機車上，產品名為「綠山羊（Green Goat）」。該車是基於EMD GP9型柴電機車的車架，由一部出力130匹馬力（97千瓦）的柴油引擎为共有 320 个铅酸电池的電池組充电，可輸出2000匹馬力（1500千瓦）。第一輛車與另一輛較小的「綠孩子」（Green Kid，出力10000匹馬力（750千瓦）在加拿大和美国进行了为期一年的广泛测试和展示。展示成果良好，再加上政府推出協助鐵路公司採用低排放機車的計畫，讓鐵路公司有意願採用這些設計－－尤其是在德克萨斯州和加利福尼亚州等法規嚴格的地區。初期銷售良好，到 2005 年底共收到了 175輛訂單， 包括初代的混合动力机车和较新的发电机组机车（具有多个串联运行的引擎，可以选择关闭某些引擎以减少油耗）。 但銷量很快就下降了，主要是由於于机车的可靠性问题（加拿大太平洋鐵路因這些機車表現不理想而退回了订单），以及調車用機車的市場銷售放緩。由于销量下滑，鐵道動力公司於2009年初破产，同年夏天被柯爾曼鐵路集團收购。 

### 柯爾曼鐵路集團子公司時期
2009 年 6 月 18 日，柯爾曼鐵路集團宣布完成收購鐵道動力公司的資產， 但并未收购该公司的任何负债，结果是對於現有客戶的保固即告終止，客户被迫與柯爾曼集團重新討論維修合約。 科爾曼計畫將重點放在发电机组机车，雖然高層稱並未放棄混合动力机车，但不是优先事项。在被收購后的 8 个月内，公司只交付了两輛机车，尽管根据柯爾曼的说法，已經提出了在未来几年内多达 50 輛機車的提案，公司对恢复订单充满信心。 
鐵道動力公司于 2010 年 10 月向蒙特利尔港交付了一輛 RP20D ，随后在 2012 年第一季度又交付了两輛，當年稍晚交付了第四輛。 
柯爾曼鐵路集團宣布关闭在宾夕法尼亚州伊利的營運，于 2020 年 2 月 29 日生效

## 綠山羊混合動力調車機車

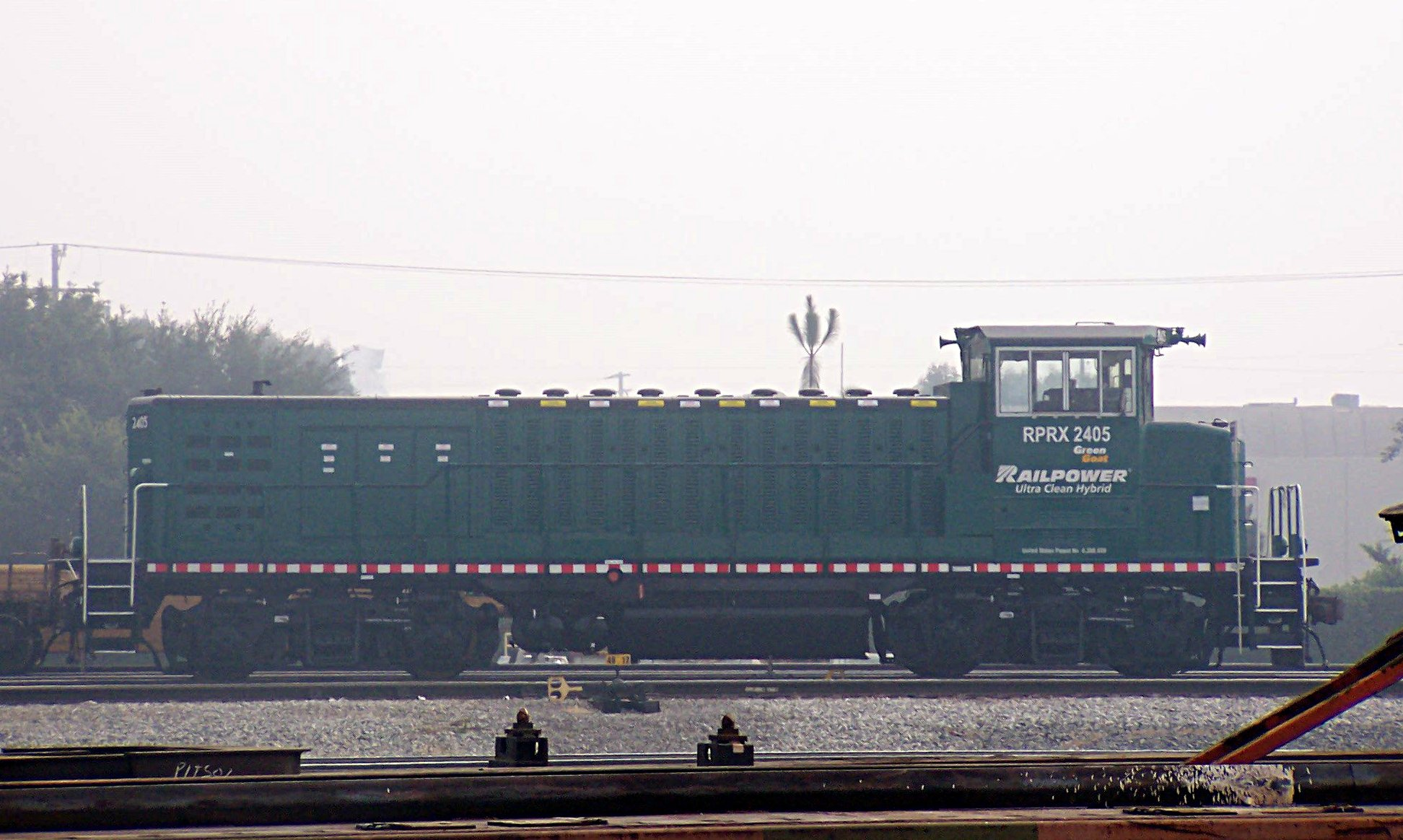
绿山羊展示機。

机车型号包括綠山羊（Green Goat，GG）和綠孩子（Green Kid，GK）。这些機車由旧机车改造而來，目標是使用於有大量怠機時間任務，例如调车场。在車架下方的構造並未更動，與原型機奢相同，但在車架上方則是全新的引擎盖和驾驶室。 動力來自於一台小型发电机和一大组电池，由发电机為电池充电。该机车符合新的 EPA 废气排放标准。生产的机车包括 GG10B、GG20B 和 GK10B 机车。 “B”代表BB軸配置， “10”或“20”分別代表1,000或2,000匹馬力（746或1,490千瓦特）。
| 型号名称       | 軸配置 | 建造年份    | 总产量    | 功率输出             | 相片 |
| -------------- | ------ | ----------- | --------- | -------------------- | ---- |
| GGS2000D“翡翠” | BB     | 2001年      | 1（原型） | 1,490 kW（2,000 hp） |      |
| GG20B “绿山羊” | BB     | 2004 年至今 | 55        | 1,490 kW（2,000 hp） |      |
| GG10B “绿山羊” | BB     | 2005年至今  | 6         | 746 kW（1,000 hp）   |      |
| GK10B “绿孩子” | BB     | 2005年至今  | 4         | 746 kW（1,000 hp）   |      |

## 发电机组机车
「发电机组（Genset）」型机车則由 2 到 4 台小型引擎提供动力。引擎由電腦控制，電腦則依據需求，輪流啟動或關閉各個引擎。上市的有用于幹線輕型牽引任務的 RP20BH（雙引擎混合动力）和 RP20BD（三個柴油引擎）机车。型号中的“B”或“C”代表BB或CC軸配置，“14”、“20”或“27”分別代表表示1,400匹馬力（1,000千瓦特） 、 2,000或2,700匹馬力（1,490或2,010千瓦特）。
| 型号名称            | 軸配置 | 建造年份   | 总产量    | 功率输出             | 引擎數量 | 相片 |
| ------------------- | ------ | ---------- | --------- | -------------------- | -------- | ---- |
| RP7BD               | BB     | 展示       | 0         | 700 kW（940 hp）     | 1        |      |
| RP20BH （混合动力） | BB     | 2006年至今 | 1（原型） | 1,490 kW（2,000 hp） | 2        |      |
| RP20BD （发电机组） | BB     | 2006年至今 | 116       | 1,490 kW（2,000 hp） | 3        |      |
| RP14BD              | BB     | 2008年至今 | 8         | 1,140 kW（1,530 hp） | 2        |      |
| RP20CD              | 抄送   | 2007年至今 | 6         | 1,490 kW（2,000 hp） | 3        |      |
| RP27CD              | 抄送   | 2015年-    | 0         | 1,990 kW（2,670 hp） | 4        |      |

## 廠房
- 魁北克省黎塞留河畔圣让